# Etan Tibi
Etan Tibi (hebr. איתן טיבי, ur. 16 listopada 1987 w Jerozolimie) – izraelski piłkarz grający na pozycji środkowego obrońcy. Od 2012 jest zawodnikiem klubu Maccabi Tel Awiw.

## Kariera klubowa
Swoją karierę piłkarską Tibi rozpoczął w klubie Beitar Jerozolima. W 2006 roku awansował do kadry pierwszego zespołu. W sezonie 2006/2007 zadebiutował w jego barwach w rozgrywkach pierwszej ligi izraelskiej. W debiutanckim sezonie wywalczył z Beitarem mistrzostwo Izraela. W sezonie 2007/2008 został wypożyczony do drugoligowego Hapoelu Ra’ananna, a sezon 2008/2009 spędził na wypożyczeniu w klubie Hakoah Ramat Gan. W sezonie 2009/2010 ponownie grał w Beitarze.
Latem 2010 roku Tibi przeszedł do Royalu Charleroi. W ekstraklasie belgijskiej zadebiutował 1 sierpnia 2010 w zremisowanym 1:1 wyjazdowym meczu z Cercle Brugge. W Royalu spędził pół roku.
Na początku 2011 roku Tibi wrócił do Izraela i został piłkarzem Hapoelu Ironi Kirjat Szemona. Swój debiut w nim zanotował 13 lutego 2011 w zwycięskim 1:0 wyjazdowym meczu z Hapoelem Aszkelon. W sezonie 2011/2012 wywalczył z Hapoelem mistrzostwo kraju.
W 2012 roku Tibi podpisał kontrakt z Maccabi Tel Awiw. Zadebiutował w nim 3 września 2012 w wygranym 1:0 wyjazdowym meczu z Maccabi Netanja. W sezonach 2012/2013 i 2013/2014 zostawał z Maccabi mistrzem Izraela.
| Sezon   | Klub                        | Kraj   | Rozgrywki     | Mecze | Bramki |
| ------- | --------------------------- | ------ | ------------- | ----- | ------ |
| 2006/07 | Beitar Jerozolima           | Izrael | Ligat ha’Al   | 2     | 0      |
| 2007/08 | Hapoel Ra’ananna            | Izrael | Liga Leumit   | 33    | 2      |
| 2008/09 | Hakoah Ramat Gan            | Izrael | Ligat ha’Al   | 28    | 4      |
| 2009/10 | Beitar Jerozolima           | Izrael | Ligat ha’Al   | 21    | 0      |
| 2010/11 | Royal Charleroi             | Belgia | Eerste klasse | 9     | 0      |
| 2010/11 | Hapoel Ironi Kirjat Szemona | Izrael | Ligat ha’Al   | 8     | 0      |
| 2011/12 | Hapoel Ironi Kirjat Szemona | Izrael | Ligat ha’Al   | 23    | 0      |
| 2012/13 | Maccabi Tel Awiw            | Izrael | Ligat ha’Al   | 34    | 1      |
| 2013/14 | Maccabi Tel Awiw            | Izrael | Ligat ha’Al   | 34    | 0      |

## Kariera reprezentacyjna
W reprezentacji Izraela Tibi zadebiutował 26 maja 2012 roku w przegranym 1:2 towarzyskim meczu z Czechami, rozegranym w Grazu.